# 타이저우시 (저장성)
타이저우시(한국어: 태주시, 중국어 간체자: 台州市, 병음: Tāizhōu)는 중화인민공화국 저장성에 위치하는 지급시이다.

## 지리
절강성 동부에 위치하며 동쪽으로 동중국해와 접한다. 북쪽으로 닝보, 북동쪽으로 사오싱, 서쪽으로 진화, 남서쪽으로 리수이, 남쪽으로 원저우시에 접한다.

## 기후
| 저장성 타이저우시의 기후                                      | 저장성 타이저우시의 기후 | 저장성 타이저우시의 기후 | 저장성 타이저우시의 기후 | 저장성 타이저우시의 기후 | 저장성 타이저우시의 기후 | 저장성 타이저우시의 기후 | 저장성 타이저우시의 기후 | 저장성 타이저우시의 기후 | 저장성 타이저우시의 기후 | 저장성 타이저우시의 기후 | 저장성 타이저우시의 기후 | 저장성 타이저우시의 기후 | 저장성 타이저우시의 기후 |
| 월                                                            | 1월                      | 2월                      | 3월                      | 4월                      | 5월                      | 6월                      | 7월                      | 8월                      | 9월                      | 10월                     | 11월                     | 12월                     | 연간                     |
| ------------------------------------------------------------- | ------------------------ | ------------------------ | ------------------------ | ------------------------ | ------------------------ | ------------------------ | ------------------------ | ------------------------ | ------------------------ | ------------------------ | ------------------------ | ------------------------ | ------------------------ |
| 역대 최고 기온 °C (°F)                                        | 24.9 (76.8)              | 27.0 (80.6)              | 29.9 (85.8)              | 32.0 (89.6)              | 33.7 (92.7)              | 36.6 (97.9)              | 40.3 (104.5)             | 39.4 (102.9)             | 36.2 (97.2)              | 32.9 (91.2)              | 29.8 (85.6)              | 25.2 (77.4)              | 40.3 (104.5)             |
| 일평균 최고 기온 °C (°F)                                      | 11.4 (52.5)              | 12.7 (54.9)              | 15.9 (60.6)              | 21.1 (70.0)              | 25.4 (77.7)              | 28.5 (83.3)              | 32.8 (91.0)              | 32.3 (90.1)              | 29.0 (84.2)              | 24.8 (76.6)              | 19.7 (67.5)              | 14.2 (57.6)              | 22.3 (72.2)              |
| 일일 평균 기온 °C (°F)                                        | 7.3 (45.1)               | 8.4 (47.1)               | 11.6 (52.9)              | 16.6 (61.9)              | 21.3 (70.3)              | 24.8 (76.6)              | 28.7 (83.7)              | 28.4 (83.1)              | 25.2 (77.4)              | 20.5 (68.9)              | 15.5 (59.9)              | 9.8 (49.6)               | 18.2 (64.7)              |
| 일평균 최저 기온 °C (°F)                                      | 4.3 (39.7)               | 5.4 (41.7)               | 8.4 (47.1)               | 13.2 (55.8)              | 18.2 (64.8)              | 22.2 (72.0)              | 25.6 (78.1)              | 25.5 (77.9)              | 22.3 (72.1)              | 17.3 (63.1)              | 12.4 (54.3)              | 6.6 (43.9)               | 15.1 (59.2)              |
| 역대 최저 기온 °C (°F)                                        | −6.3 (20.7)              | −4.2 (24.4)              | −5.4 (22.3)              | 1.9 (35.4)               | 8.6 (47.5)               | 13.3 (55.9)              | 18.4 (65.1)              | 19.5 (67.1)              | 13.3 (55.9)              | 3.7 (38.7)               | −0.5 (31.1)              | −7.1 (19.2)              | −7.1 (19.2)              |
| 평균 강수량 mm (인치)                                         | 68.0 (2.68)              | 71.8 (2.83)              | 128.5 (5.06)             | 112.4 (4.43)             | 147.7 (5.81)             | 228.8 (9.01)             | 149.8 (5.90)             | 246.4 (9.70)             | 189.2 (7.45)             | 88.0 (3.46)              | 78.0 (3.07)              | 59.1 (2.33)              | 1,567.7 (61.73)          |
| 평균 강수일수 (≥ 0.1 mm)                                      | 11.7                     | 12.8                     | 17.2                     | 15.5                     | 16.2                     | 18.0                     | 12.4                     | 15.0                     | 12.2                     | 6.6                      | 10.5                     | 9.6                      | 157.7                    |
| 평균 강설일수                                                 | 1.8                      | 1.2                      | 0.4                      | 0                        | 0                        | 0                        | 0                        | 0                        | 0                        | 0                        | 0                        | 0.6                      | 4                        |
| 평균 상대 습도 (%)                                            | 73                       | 76                       | 78                       | 78                       | 81                       | 85                       | 80                       | 81                       | 79                       | 73                       | 74                       | 70                       | 77                       |
| 평균 월간 일조시간                                            | 102.9                    | 96.3                     | 113.0                    | 129.7                    | 132.7                    | 111.9                    | 217.8                    | 209.6                    | 161.4                    | 163.9                    | 118.1                    | 122.3                    | 1,679.6                  |
| 가능 일조율                                                   | 32                       | 30                       | 30                       | 34                       | 32                       | 27                       | 51                       | 52                       | 44                       | 47                       | 37                       | 38                       | 38                       |
| 출처: 중국기상국 (평년값: 1991년~2020년, 극값: 1981년~2010년) |                          |                          |                          |                          |                          |                          |                          |                          |                          |                          |                          |                          |                          |

## 역사
서한의 시원 2년(BC 85년) 회포현이 설치되었다. 당나라 무덕 4년(621년)에 해주(海州)로 되었고, 다음 해에 타이저우(台州)라고 개칭된다. 1994년에 타이저우시가 설립되었다.

## 교통
타이저우는 상대적으로 접근하기 어려운 지역이었다. 이러한 상황은 1990년대 후반과 2000년대 초반의 거대한 도시 기반 재건 덕분에 변화되었다. 현재 타이저우는 융타이원 고속도로에 북쪽으로 닝보, 남쪽으로 원저우와 연결된다. 황옌 구의 황옌 루차오 공항은 매일 베이징과 상하이의 훙차오 공항으로 비행을 하며 다른 중국 도시들로 가는 정기 항공편이 있다.
또한 2009년 9월 28일 용타이온(甬台温铁路)가 개통되면서 철도가 타이저우까지 이어지면서 푸저우,샤먼,닝보,항저우,상하이에서 오는 열차 타이저우역에 정차 한다.

## 문화
저장성 대부분의 지역처럼 타이저우 사람들은 우어를 사용하며 황옌 화로 알려져 있다. 이것은 만다린어와는 소통이 불가능하고 상하이어와 부분적으로 소통이 가능하다. 남부 지역에는 원저우 방언과 민난어가 사용된다. 이들 3개 언어는 서로 전혀 소통이 불가능하나 어떤 지역의 언어적 다양성은 결과적으로 주민들 중 일부가 만다린어를 포함한 네 개의 언어를 유창하게 사용할 수 있게 하였다.
비록 이웃 도시 원저우 정도까지는 아니지만 타이저우의 사람들은 근면하고 사업 정신을 가진 것으로 명성을 얻고 있다. 이 지역의 많은 사람들이 1978년 중국의 경제 개혁이 시작된 후에 해외로 이주하였다. 타이저우 상업 은행은 중소 규모의 기업들의 고효율과 끊임없는 혁신을 지원해주는 것으로 알려져 있다.

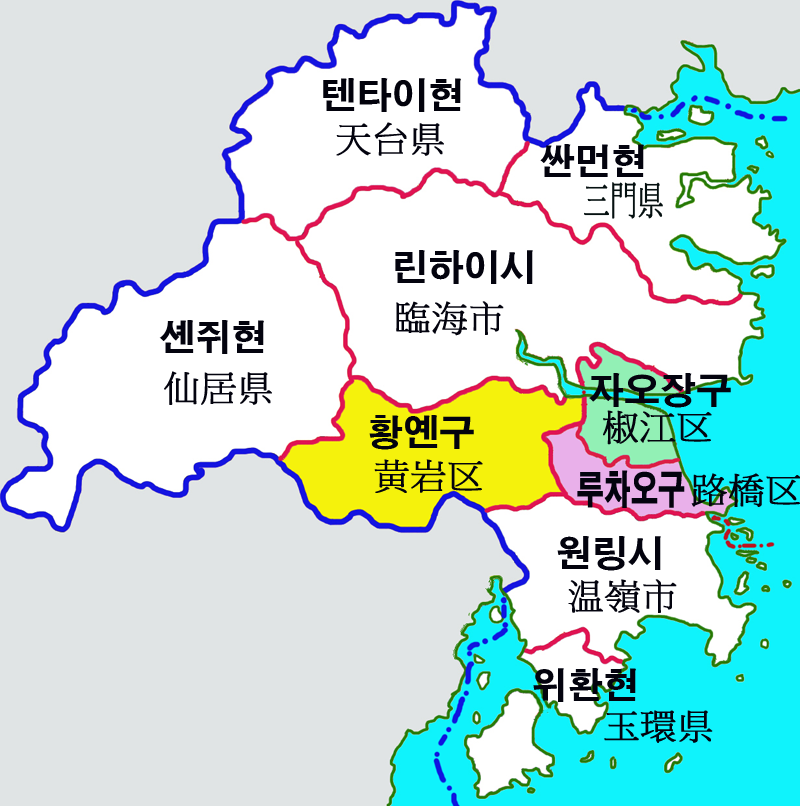
타이저우시 지급행정구역

## 행정 구역
3개의 시할구, 3개의 현급시, 3개의 현을 관할한다.
시할구
- 자오장구(椒江区)
- 황옌구(黄岩区)
- 루차오구(路桥区)

현급시
- 원링시(温岭市)
- 린하이시(临海市)
- 위환시(玉环市)

현
- 싼먼현(三门县)
- 톈타이현(天台县)
- 셴쥐현(仙居县)

## 자매도시
- 대한민국 전라남도 무안군[3] (2000년 9월 27일 체결)